# Ruiru
Ruiru je grad u kenijskoj provinciji Central, u okrugu Thika. Nalazi se 25 km sjeveroistočno od Nairobija, na 1500 metara nadmorske visine i de facto je predgrađe glavnog grada. Okružuju ga plantaže kave.
Ruiru ima izuzetno veliki prirast populacije: godine 1999. imao je 79.741, a prema procjeni iz 2005. čak 225.794 stanovnika.